# ゼムリャ・ビリチェク
ゼムリャ・ビリチェク(ロシア語: Земля Вильчека)またはビリチェク島（ビリチェクとう）とは北極海の一部であるバレンツ海に位置するロシア連邦領ゼムリャフランツァヨシファにある島である。1873年にオーストリア＝ハンガリー帝国の探検家、ユリウス・フォン・パイアーにより発見された 。